# Cinna arundinacea
Cinna arundinacea är en gräsart som beskrevs av Carl von Linné. Cinna arundinacea ingår i släktet sötgrässläktet, och familjen gräs. Inga underarter finns listade i Catalogue of Life.

## Bildgalleri

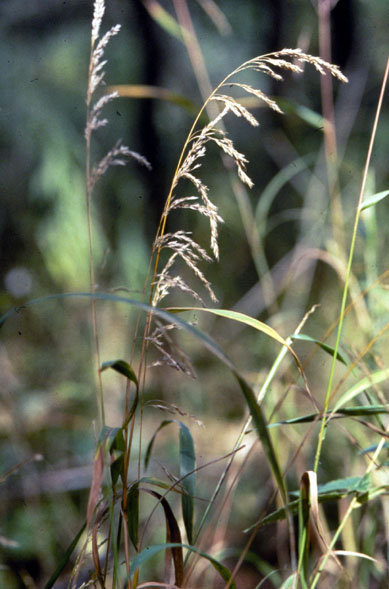